# Komárov (Boemia meridionale)
Komárov è un comune della Repubblica Ceca facente parte del distretto di Tábor, in Boemia Meridionale.